# Salas Bajas
Salas Bajas (en aragonès: Salas Baixas) és un municipi aragonès situat a la província d'Osca, a 60 quilòmetres de la capital, i enquadrat a la comarca del Somontano de Barbastre. L'alçada mitjana del terme és de 435 metres, però el poble de Salas Bajas està a 704 metres d'altitud. És un extraordinari mirador de tota la comarca. Es pot anar a la vila des de Barbastre per la carretera A-1232 i després de 5 quilòmetres per la dreta d'una cruïlla amb la carretera A-2208, entre cellers i vinyes. També es pot anar des de L'Aïnsa.
El poble té cases construïdes entre els segles XVI i XVIII, unes amb portades de maó i altres són grans casonas pairals amb escuts heràldics, agrupades al voltant del carrer Major. L'església va ser construïda al segle xviii (d'estil barroc) i està dedicada a Sant Vicent Màrtir.
La temperatura mitjana anual és de 13° i la precipitació anual, 600 mm.